# Хорспул, Аманда
	Аманда Джейн Хорспул-Уорт (англ. Amanda Jane Horsepool-Worth), более известная как Мэ́нди Хорспул (Mandy Horsepool), родилась 18 мая 1959 года в   Бейсфорде — северном пригороде Ноттингема, в графстве Ноттингемшир — британская шорт-трекистка, участница зимних Олимпийских игр 1980 года в Лейк-Плэсиде, бронзовый призёр чемпионата мира 1981 года по шорт-треку.

## Спортивная карьера
Аманда Хорспул родилась в небольшом фабричном городке Басфорде и являлась старшей сестрой Стюарта Хорспула. Начала выступления на международном уровне в начале 1978 года, приняв участие на юниорском чемпионате мира в классическом многоборье, где заняла 22-е место в общем зачёте. Через неделю выступила на взрослом чемпионате мира в спринтерском многоборье и стала 24-й по сумме 4-х дистанции.
В 1979 году она вновь участвовала на чемпионате мира среди юниоров по многоборью и заняла 27-е место. На следующий год на Олимпийских играх в Лейк-Плэсиде участвовала на трёх дистанциях, на 1000 м была 37-й, на 1500 м — 28-й и на 3000 м заняла 26-е место. В 1981 году в феврале на чемпионате мира по многоборью заняла 30-е место по сумме всех дистанции, а в марте на чемпионате мира по шорт-треку в Медоне вместе с командой заняла 3-е место в эстафете. В том же году она завершила выступления.